# Gans (Gironde)
Gans település Franciaországban, Gironde megyében. Lakosainak száma 202 fő (2022. január 1.). Gans Lados, Bazas, Gajac, Labescau és Sendets községekkel határos.

## Népesség
A település népességének változása:
| Lakosok száma | 222  | 171  | 152  | 183  | 191  | 189  | 188  | 190  | 192  | 202  |
|               | 1968 | 1982 | 1990 | 2006 | 2013 | 2015 | 2017 | 2019 | 2020 | 2022 |